# Sella-hágó
A Sella-hágó (olaszul: Passo Sella, németül: Sellajoch, ladin nyelven Mëisules, grödeni ladin nyelvjárásban Jëuf de Sela, Fassa-völgyi ladin nyelvjárásban Jouf de Sela) egy 2240 méter magasan fekvő hegyi hágó a Középső-Dolomitokban. A Sella hegycsoport és a Langkofel (Sassolungo) hegycsoport között fekszik, elválasztja egymástól az északi Grödeni (Grödner, Gardena) völgyet a déli Fassa-völgytől. Népszerű túra- és télisport-központ, a Dolomiti Superski pályarendszer része.

## Fekvése
A Sella-hágó a Középső-Dolomitokban, a Sella-hegycsoport keleti oldalán fekszik, elválasztva azt a Langkofel-csoporttól. A hágó összeköti a Langkofel- és Sella-csoporttól északra, kelet-nyugati irányban húzódó Grödeni-völgyet (Grödnertal, Val Gardena) és Grödeni-hágót (Grödnerjoch, Passo Gardena) a délnyugatról felhúzódó Fassa-völgytől. Vízválasztót képez az északi Grödeni-patak (Grödnerbach) és a déli Avisio patak vízgyűjtő területei között (mindkettő az Etsch (Adige) folyóba ömlik).
A hágó egyike a Sella-csoportot közrefogó négy alpesi hágónak (Sella, Gröden, Campolongo és Pordoi). A négy hágó lejtőin építették ki a Sellaronda nevű sípálya és síliftrendszert, amelynek révén a hegycsoport teljesen körbesíelhető.
A Sella-hágó teljes egészében Trentino-Dél-Tirol régió területén fekszik, a tőle északra fekvő Grödeni-völgy Dél-Tirolhoz (Bolzano megyéhez), a délre fekvő Fassa-völgy Trentinóhoz (Trento megyéhez) tartozik. A hágótól északi területei Wolkenstein in Gröden községhez, a délre fekvő terület Canazeihez, a Fassa-völgy főhelyéhez tartozik. A megye- illetve községhatár a hágótetőn húzódik.

## Közlekedése

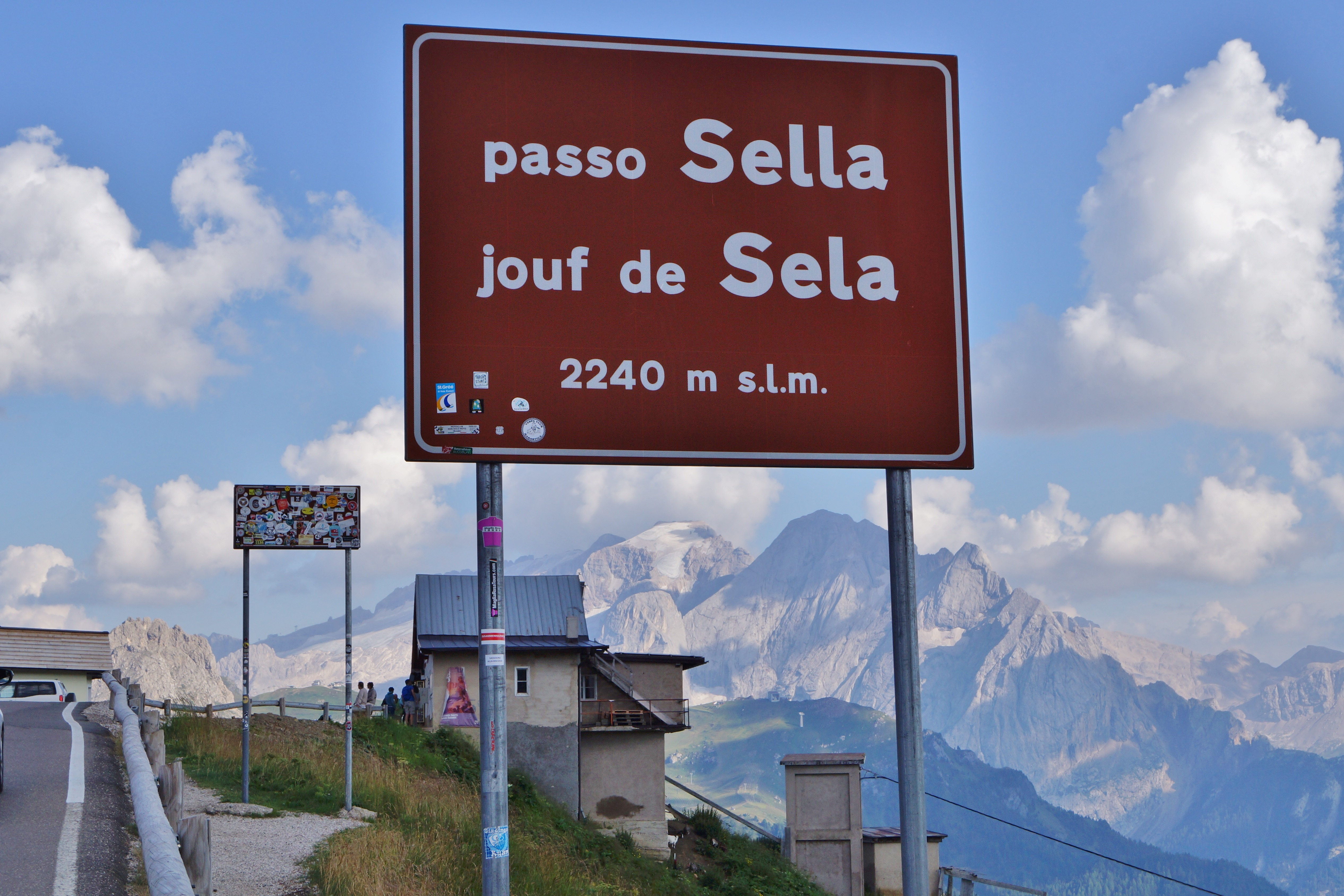
Jelzőtábla a hágótetőn. Háttérben a Marmolada gleccsere (észak felől nézve).

A hágón az SS244 számú országos főút halad, amely délen, Canazeinél torkollik bele az SS48-as főútba, amelyen át dél és nyugat fele, a Fassa-völgyön és a Fiemme-völgyön keresztül az A22 számú Brenner-autópályára (Autostrada del Brennero) lehet kijutni. Ugyancsak Canazeinél ágazik ki kelet felé az SP641-es tartományi út, amely a Fedaia-hágóba, a Marmolada-gleccser alá vezet.
Az SS242 út északi rámpája először a Plan de Giralba turistaközpontba vezet, ez már a Gröden-völgyi St. Christinához tartozik. Itt ágazik le kelet felé az SS243 sz. főút, amely felvezet a Grödeni-hágóra, onnan tovább le Corvara községbe, a Gader-völgybe (Alta Badia). Maga az SS242-es főút a Grödeni-völgyben kelet-északkalet felé szintén az A22-es Brenner-autópályára vezet ki, a Chiusa-Val Gardena felhajtóhoz.

## Történelme
Régészeti leletek tanúsága szerint a hágó környéke már a kőkorszakban lakott volt. Az év nagy részében jól járható hágó ókori és középkori használatáról semmi közelebbit nem tudunk.
Trentino tartomány a középkorban a Tridenti Hercegérsekséghez tartozott 1796-ig, a napóleoni hódításig. A pozsonyi békeszerződés értelmében 1805-től Bajorország szerezte meg. Az 1815-ös bécsi kongresszus a Habsburg Birodalomnak adta, 1867-től az Osztrák–Magyar Monarchia részévé vált, az 1919-es saint-germaini békeszerződés értelmében az Olasz Királyság szerezte meg.
Az Osztrák–Magyar Monarchia korszakában, 1872-ben készült el a hágó kövezett útja, a mai SS244 főút elődje. 1884-ben Carlo Valentini megnyitotta az első vendégfogadót közvetlenül a Sella-hágó alatt, ezt főleg kereskedők, fuvarosok vették igénybe. 1903-ban következett a Sellajochhaus, melyet a Német és Osztrák Alpinista Egyesület (Deutscher und Österreichischer Alpenverein) épített. A harmadik vendégfogadó, a Maria Flora már az olasz impérium idején, 1934-ben épült. Mindhárom szálláshely (felújítva, átépítve) ma is üzemel, a turistaforgalmat szolgálja.
Az első világháborúban a Sella-hágó nem került közvetlenül a frontvonalra, amely délebbre, a Marmolada – Arabba – Buchenstein-völgy – Col di Lana – Falzarego-hágó – Tofanák vonalán alakult ki. (A szomszédos Pordoi-hágón osztrák–magyar tüzérség és megfigyelőállások voltak). A frontszakasz csapatainak ellátására e két hágón át drótkötélpályák épültek. (Egy másik hasonló szállítási útvonal is kiépült, a Grödeni- és a Campolongo-hágókon át).
1946. július 14-én a Sella-hágón a ladin nyelvű lakosság tömeggyűlést tartott, több ezer résztvevővel, ahol követelték a ladinok által lakott lakott völgyek és egész Dél-Tirol visszacsatolását Ausztriához, természetesen hiába.
Az 1950-es évek közepétől a Dolomitokban nőni kezdett a turistaforgalom, gyors egymásutánban épültek ki a szállodák, vendéglátóhelyek, felvonórendszerek, létrehozták a gondozott Dolomiti magashegyi túrautakat, mászóutakat és sípályákat alakították ki.

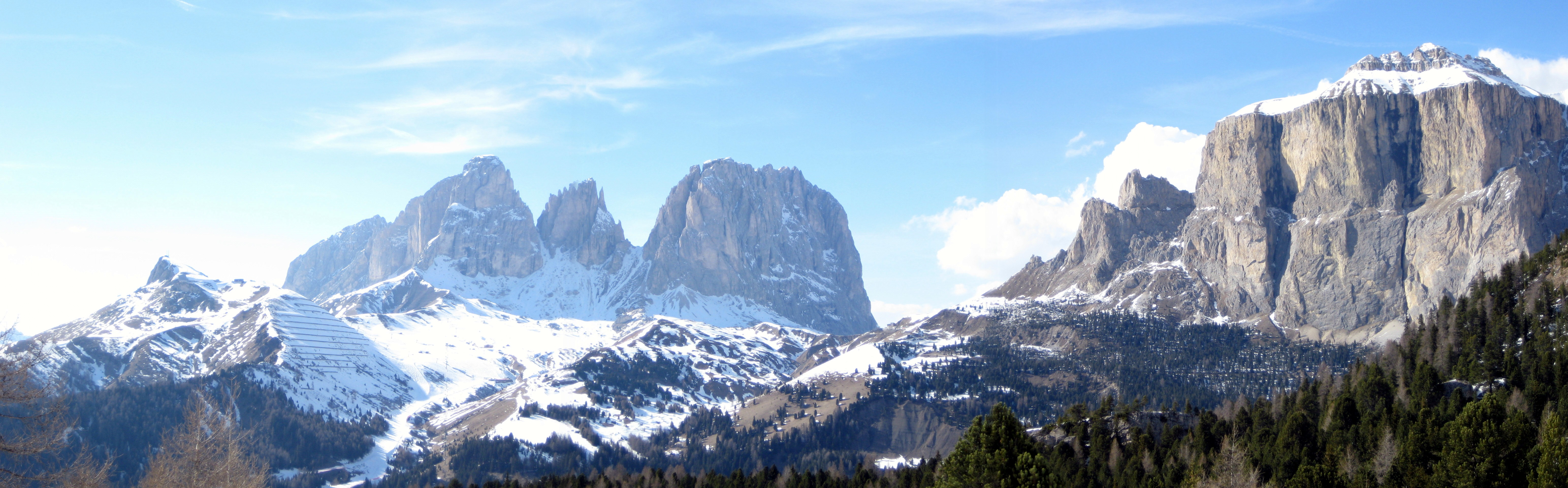
A Sella-hágó (középen), délkeletról, a Pordoi-hágóból nézve. Balra a Langkofel-csoport (csúcsai balról jobbra Grohmannspitze, Fünffingerspitze és maga a Langkofel), jobbra a Sella csoporthoz tartozó Piz Ciavazes hegycsúcs.

## Turizmus, sport
A Sella-hágó a szomszédos Grödeni-hágóval (Passo Gardena), a Campolungo-hágóval és a Pordoi-hágóval együtt alkotja a Sellaronda (Sellarunde) elnevezésű körkörös sípálya- és síliftrendszert, amelyet a Sella hegytömb körül építettek ki az 1980-as években. Átlagos sítudású személy a Sella-kör pályáin az egész hegycsoportot néhány óra alatt megkerülheti, és még a liftek üzemidejében biztonsággal visszaérhet kiindulási pontjára. A kör bármelyik irányban körbesíelhető, a lifteket és a pályákat térképek és jelzőtáblák alapján lehet követni.
A Sella hegytömb környékének gondozott és karbantartott sípályái és síliftjei a Dolomiti Superski regionális sípálya-szövetség tagjai. A Sella-kör végig-sízéséhez a Dolomiti Superski rendszer négy zónájának jegye vagy bérlete szükséges (Fassa-völgy, Gröden, Gader-völgy-Alta Badia és Arabba).
A hágó közelében épült Sellajochhaus turistaháztól (2180 m) nyáron egy „buborékos” (álló kabinos) felvonó visz fel a Langkofel-csorbába (Langkofelscharte, 2681 m), a Toni-Demetz-menedékházhoz (a Langkofel tömbje és a Fünffingerspitze között). Innen jelzett túraösvények visznek különböző irányokba. Átlagos képzettségű turista, jó hegyjáró felszereléssel, gondozott sziklaösvényen körbejárhatja a Langkofel tömbjét. A magashegyi körút kitűnő kilátóhelyeket kínál a keletre fekvő Sella-csoportra, nyugaton a Seiser Alm fennsíkra, dél felé a Marmolada gleccserére. Észak felé a Langkofel lábánál elterülő hatalmas sziklaomlás és törmelékmezőn, az úgynevezett „Kővároson” (Steinerne Stadt / Città dei Sassi) a Grödeni-völgybe, St. Christinába lehet lejutni. Déli irányban a Fassa-völgybe visznek utak, a Rodella-hágón (Col Rodella) át Campitellóba, vagy a Salei-völgyön át Canazeibe lehet eljutni. A hágótól kelet felé nincsenek kiránduló utak, a Sella-hegycsoport meredek sziklafalain csak hegymászók jutnak fel. Itt van a nehéz fokozatú Pößnecker Klettersteig nevű vasalt mászóút, amely a Sella-tornyokba vezet fel. A mászóút a Grödeni-hágóból is megközelíthető.
Télen a hágótetőről is indulnak síliftek felfelé (Sasso Levante). Maga a nagy síközpont, Plan de Gralba azonban nem pontosan a hágótetőn fekszik, hanem attól észak felé, kb. 2 km-re lefelé, a Grödeni-völgy irányában, ahol a hágó útjából, az Wolkensteinbe és Sankt Ulrichba vezető SS242 útból kelet felé kiágazik a Grödeni-hágóra felvezető út, az SS243-as. Innen számos kabinos és ülőszékes sífelvonó visz fel a Sella-csúcsra (Piz Sella), a Seteur-csúcsra (Piz Seteur) és a Langkofel (Sassolungo) hágójába. A kabinos liftek nagy része nyáron is működik, kiránduló családok, hegyi túrázók és alpinisták használhatják.

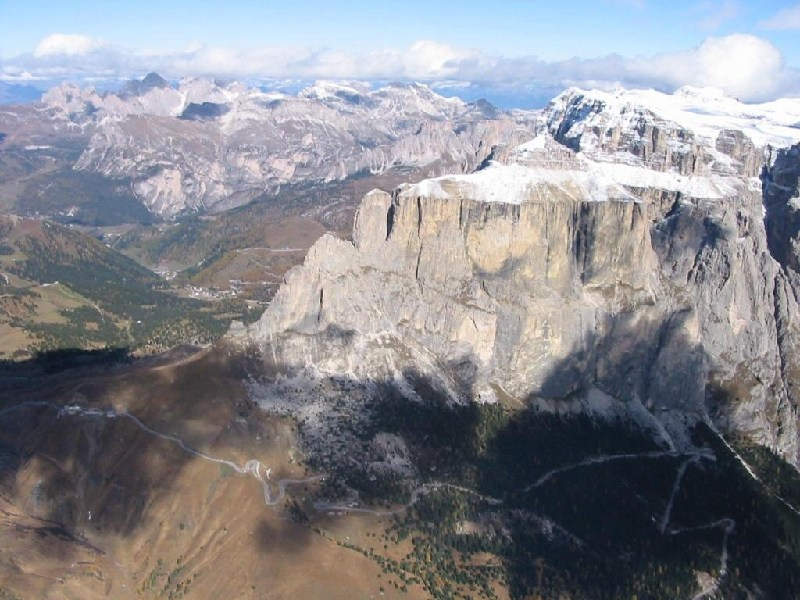
Légifelvétel a hágóról, dél felől
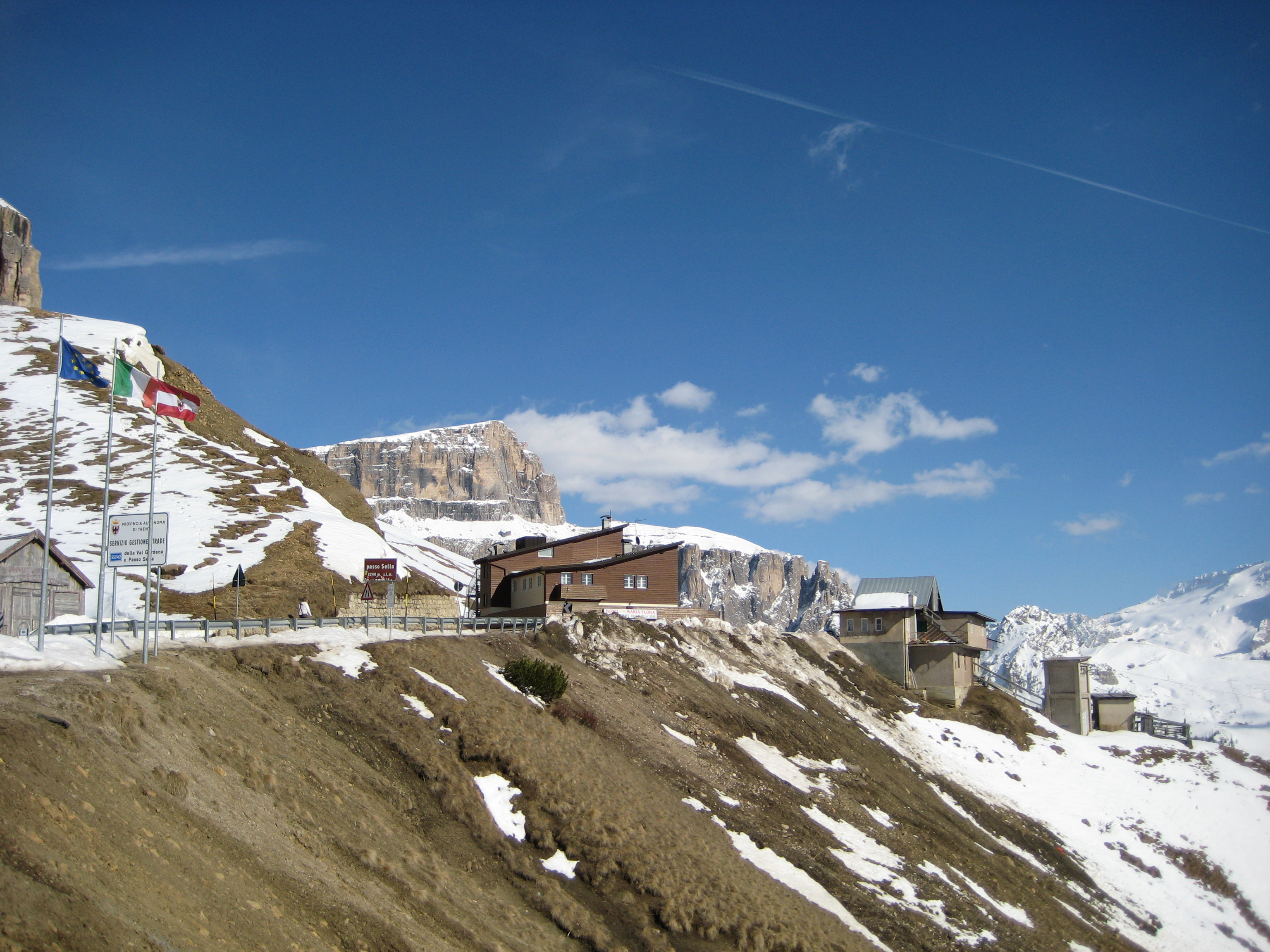
A hágótető a déli rámpa felől
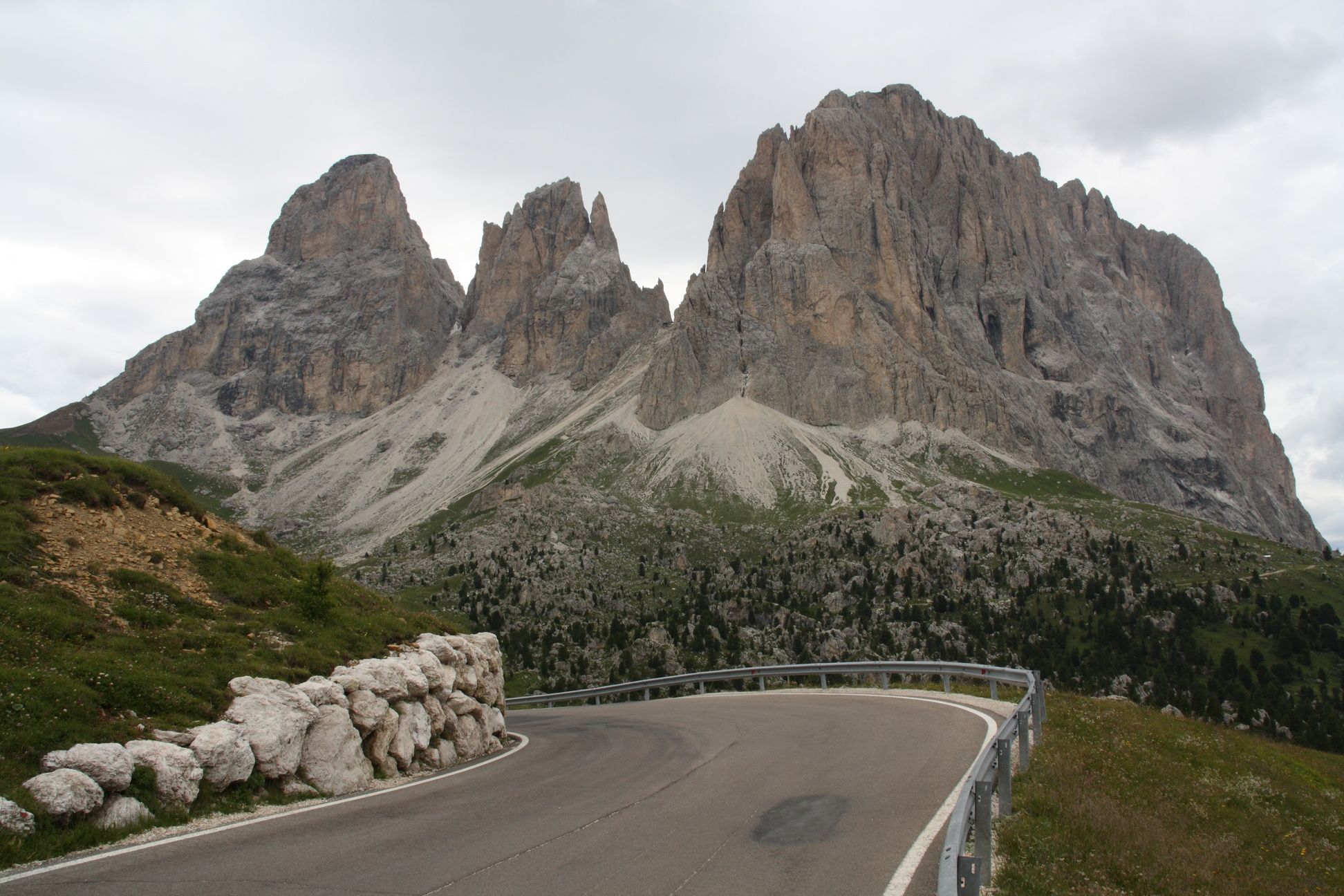
Langkofel-csoport, a hágótól nyugatra
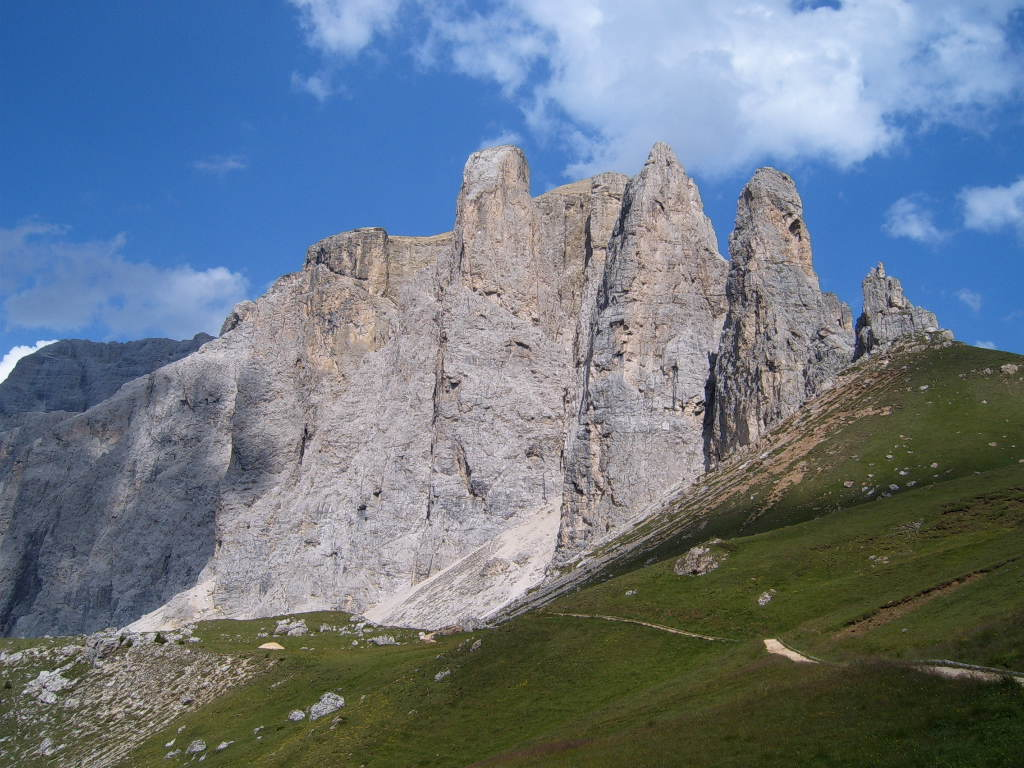
A hágó keleti fala, a Sella-tornyok

## Autósport
A Bellunói Automobil Klub által 1947 óta évente megrendezett „Dolomiti Aranykupa” (Coppa d’Oro delle Dolomiti) nevű országúti autóverseny útvonala a Sella-hágón is áthalad. A versenyzők Cortina d’Ampezzóból indulnak. A Dolomitok szinte összes hágóján keresztül lefutnak egy mindig állandó, 303,8 km hosszú útvonalat, amely végül a cortinai célba tér vissza. A legutóbbi futamot 2015. július 8-án rendezték.